# 武蔵野 (昭島市)
武蔵野（むさしの）は、東京都昭島市の町名。現行行政地名は武蔵野二丁目及び武蔵野三丁目。住居表示実施済み区域。

## 地理
昭島市の北東部に位置し、東と南東に中神町、南に宮沢町、西につつじが丘、北に立川市一番町と接している。

## 世帯数と人口
2025年（令和7年）6月1日現在（昭島市発表）の世帯数と人口は以下の通りである。
| 丁目         | 世帯数    | 人口    |
| ------------ | --------- | ------- |
| 武蔵野二丁目 | 1,032世帯 | 2,170人 |
| 武蔵野三丁目 | 1,022世帯 | 2,250人 |
| 計           | 2,054世帯 | 4,420人 |

### 人口の変遷
国勢調査による人口の推移。
| 年                 | 人口  |
| ------------------ | ----- |
| 1995年（平成7年）  | 2,520 |
| 2000年（平成12年） | 2,434 |
| 2005年（平成17年） | 4,354 |
| 2010年（平成22年） | 4,385 |
| 2015年（平成27年） | 4,625 |
| 2020年（令和2年）  | 4,528 |

### 世帯数の変遷
国勢調査による世帯数の推移。
| 年                 | 世帯数 |
| ------------------ | ------ |
| 1995年（平成7年）  | 983    |
| 2000年（平成12年） | 989    |
| 2005年（平成17年） | 1,664  |
| 2010年（平成22年） | 1,677  |
| 2015年（平成27年） | 1,836  |
| 2020年（令和2年）  | 1,951  |

## 学区
市立小・中学校に通う場合、学区は以下の通りとなる（2024年8月時点）。
- 区域 : 二丁目〜三丁目　各全域
  - 小学校 : 昭島市立武蔵野小学校
  - 中学校 : 昭島市立瑞雲中学校

## 交通

### 道路
- 東京都道59号八王子武蔵村山線
- 東京都道162号三ツ木八王子線

## 事業所
2021年（令和3年）現在の経済センサス調査による事業所数と従業員数は以下の通りである。
| 丁目         | 事業所数  | 従業員数 |
| ------------ | --------- | -------- |
| 武蔵野二丁目 | 109事業所 | 4,177人  |
| 武蔵野三丁目 | 115事業所 | 6,356人  |
| 計           | 224事業所 | 10,533人 |

### 事業者数の変遷
経済センサスによる事業所数の推移。
| 年                 | 事業者数 |
| ------------------ | -------- |
| 2016年（平成28年） | 215      |
| 2021年（令和3年）  | 224      |

### 従業員数の変遷
経済センサスによる従業員数の推移。
| 年                 | 従業員数 |
| ------------------ | -------- |
| 2016年（平成28年） | 7,841    |
| 2021年（令和3年）  | 10,533   |

### 主な企業
- 日本航空電子工業 昭島事業所
- HOYA 昭島工場・

## 施設
- 昭島市立武蔵野小学校

## その他

### 日本郵便
- 郵便番号 : 196-0021[3]（集配局 : 昭島郵便局[14]）。